# 達喀爾戰役
達喀爾戰役，較常為人知的名稱是威嚇行動（Operation Menace），於1940年9月盟軍發動的一場不成功行動，其目的是為了要奪取維琪法國控制的法屬西非（今日的塞內加爾）達喀爾的控制權，由夏爾·戴高樂率領自由法國軍隊發動進攻。最後的結果是以盟軍的撤退結束。

## 起因
1940年6月，法國和德國簽訂了停戰協定之後，法國殖民地展示出既混亂又各種各樣的忠誠。其中一些部份，像是法屬喀麥隆和法屬赤道非洲，加入自由法國陣營，但是其他地區，例如法屬北非、 法屬西非、敘利亞和法屬印度支那，都仍在維琪法國的控制之下。在地中海的法國艦隊能抵抗英國的皇家海軍，迫使其無法前往北海和大西洋對抗德國軍艦。法國艦隊也許會落入德國控制，於是英國在米爾斯克比爾突擊了法國艦隊。當英國消滅了一個潜在的威脅後，他們的行動鼓勵了什麼都沒有做的部隊加入自由法國。

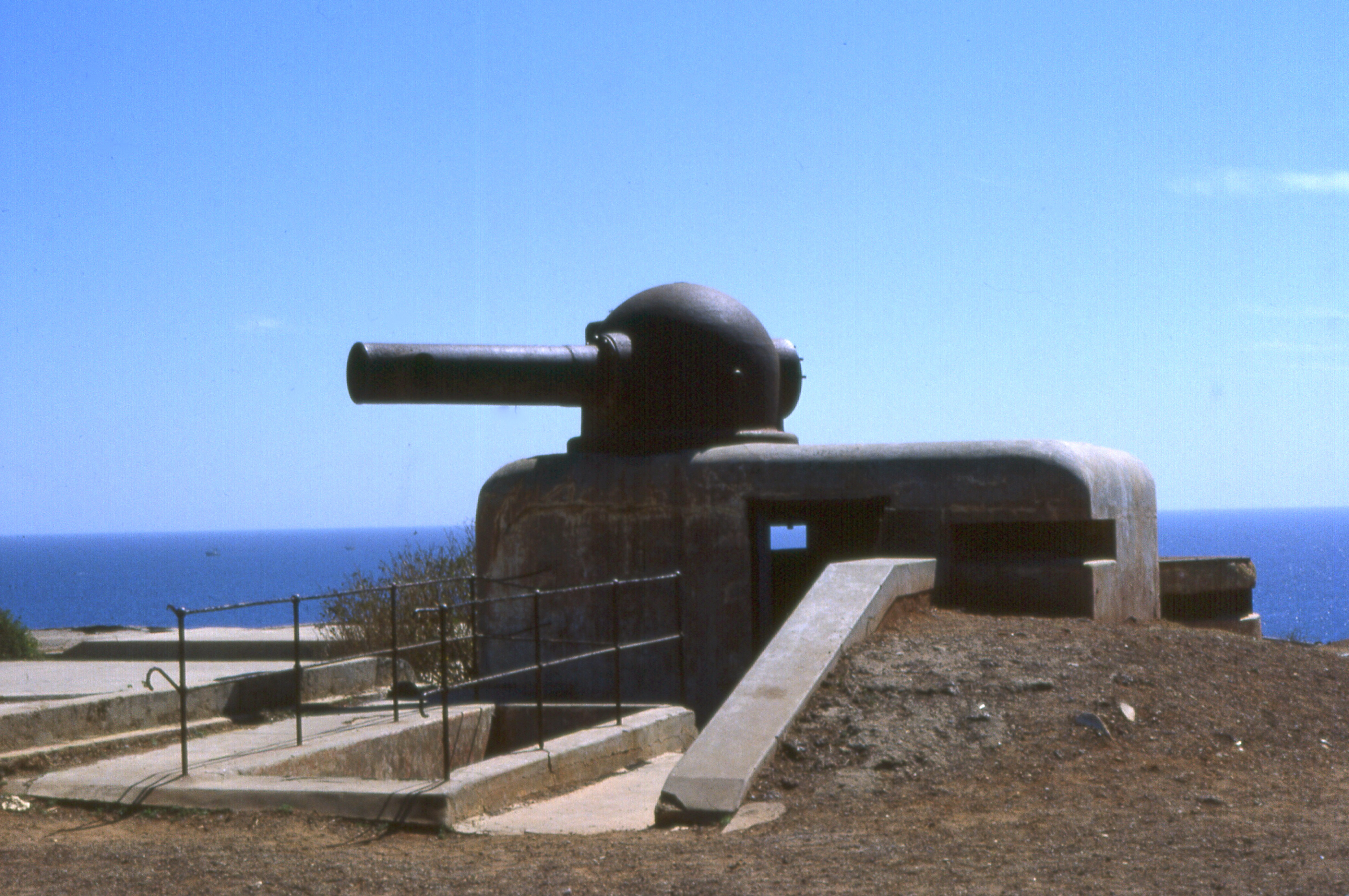
在達喀爾中，格雷海島上的法國沿海砲台

戴高樂相信他可以說服維琪法國在達喀爾的軍隊加入盟軍的原因有很多。在維琪法國殖民地的轉邊投靠不僅具有政治效果，而且實用好處：原先黄金儲存在法蘭西銀行和波蘭流亡政府後來是存放在達喀爾；另外在軍事上，達喀爾港在護航行動的任務上，比原先盟軍在非洲獅子山自由城的基地來的更好。

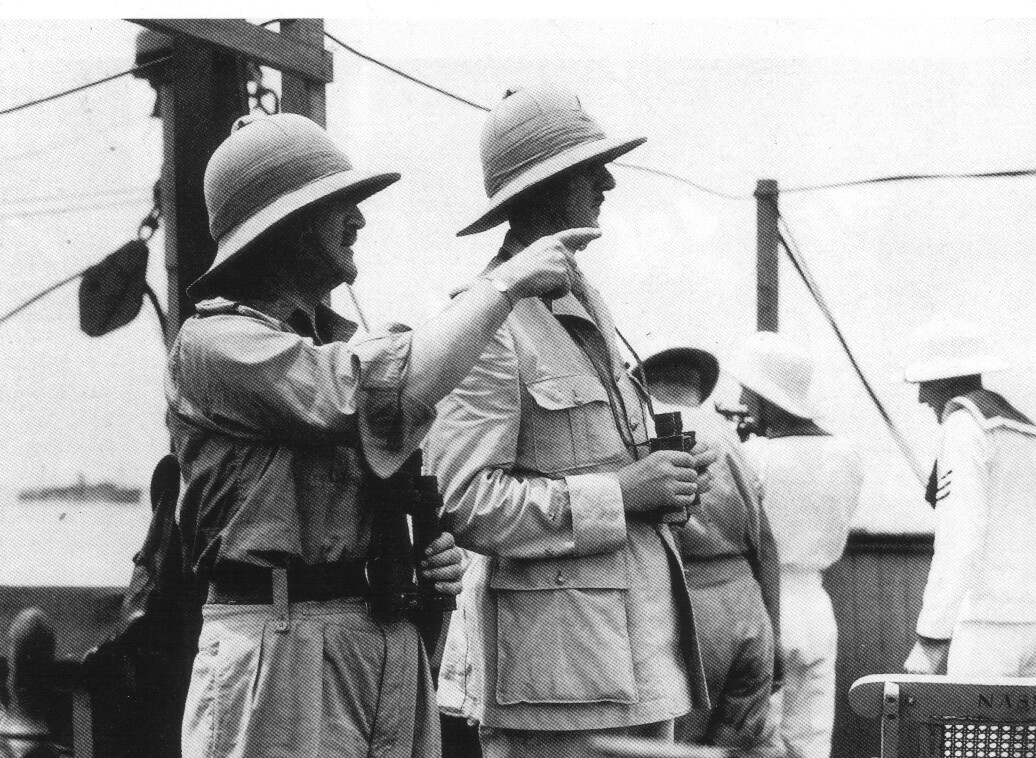
1940年9月，戴高樂將軍和爱得華·史匹爾斯（Edward Spears）將軍在前往達喀爾的途中視察軍隊。

因此，盟軍決定派遣一艘航空母艦皇家方舟號、兩艘戰列艦巴漢姆號和决心號、五艘巡洋艦和十艘驅逐艦前往達喀爾。另外又派了一些運兵船運送8,000人的隊伍。他們首先嘗試與維琪法國總督談判，但是如果談判破裂，進攻城市將是首選。
維琪法國軍隊當時在達喀爾的戰艦群是由尚未完成的黎塞留號帶領的，那是其中最先進的法國軍艦。她於6月18日，在德軍抵達之前離開了布雷斯特港。當時的黎塞留號只大約完成了95%。在維琪政權創立之前，英國航空母艦競技神號，仍在達喀爾受法國軍隊的指揮。一旦維琪法國擁有其控制權，對盟軍來說將是大災難。然而， 競技神號及時駛出了港口但仍有待觀察，後來更有澳洲重巡洋艦澳大利亞号的加入保護。從競技神號上起飛的飛機不斷的攻擊黎塞留號，並擊中她一次魚雷。法國船艦拋錨無法動彈，但其仍然有能力當作浮在水上砲台。三艘維琪潛水艇和幾艘小船也在達喀爾。幾天前，三艘巡洋艦（葛羅利號、喬治·雷古斯號和蒙特卡姆號）和三艘驅逐艦從法國南部的土倫出發相達喀爾的方向趕來。由於葛羅利號機械故障等問題，船隊被拖延了前進速度，葛羅利號還在卡薩布蘭加附近被澳大利亞號攔截。另外兩艘巡洋艦和驅逐艦從盟軍的巡洋艦逃脫並安全地到達了達喀爾。

## 戰鬥

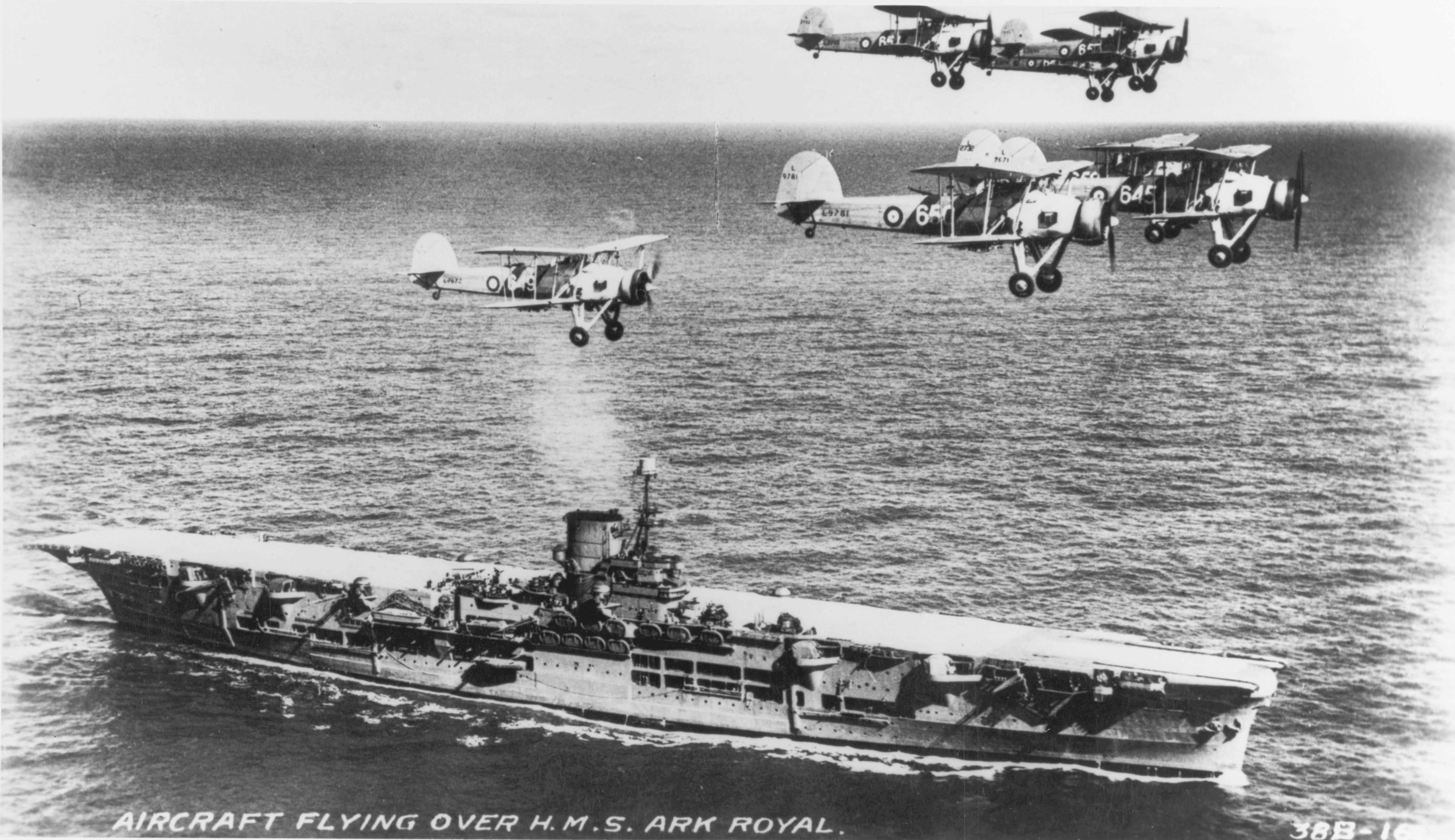
皇家方舟號航空母艦和一些劍魚式魚雷轟炸機

9月23日，海軍航空兵部隊在達喀爾投下宣傳傳單。自由法國飛機嘗試登陸機場，但是機上人員卻立刻被俘虜。皇家方舟號航空母艦和戴高樂乘坐的一艘小船進入了港口，但是他們慘遭炮擊。10:00，澳大利亞號給了想離開港口的維琪法國軍艦鳴笛警告。當那些戰艦返回港口時，沿海砲台開始對澳大利亞號炮擊。這導致了戰艦、巡洋艦和岸上砲台之間的交火。下午澳大利亞號截擊了維琪驅逐艦L' Audacieux並迫使其退入港口內。
接著在下午，自由法國軍隊嘗試登陸到盧夫斯奎的岸上，以便到達喀爾的東北。 
在接下來的二天，盟軍的艦隊仍持續地攻擊沿海砲台，但維琪法國依然繼續堅守著。在交戰期間，兩艘維琪法國的潛水艇（Ajax和Persée）被擊沈，並有一艘驅逐艦受損。盟軍的艦隊也受到了嚴重的損傷：“决心”號被Béveziers擊伤，以及“巴漢姆”號戰艦被黎塞留號所發射的380mm的砲彈擊中。另外也有二艘巡洋艦受損。 
最後，盟軍終於讓步了，把達喀爾和法屬西非留在維琪法國的手中。

## 後續影響
盟軍的失敗主要是政治因素。戴高樂相信他能在達喀爾說服維琪法國投靠到他這邊，但是實際情形的結果卻不是戴高樂所希望的，並降低他在盟軍之中的地位。即使他在二個月後的加彭戰役獲勝，也無法完全彌補這次的錯誤。

## 雙方戰鬥序列

### 盟軍
- 航空母艦：皇家方舟號
- 主力艦：巴漢姆號、决心號

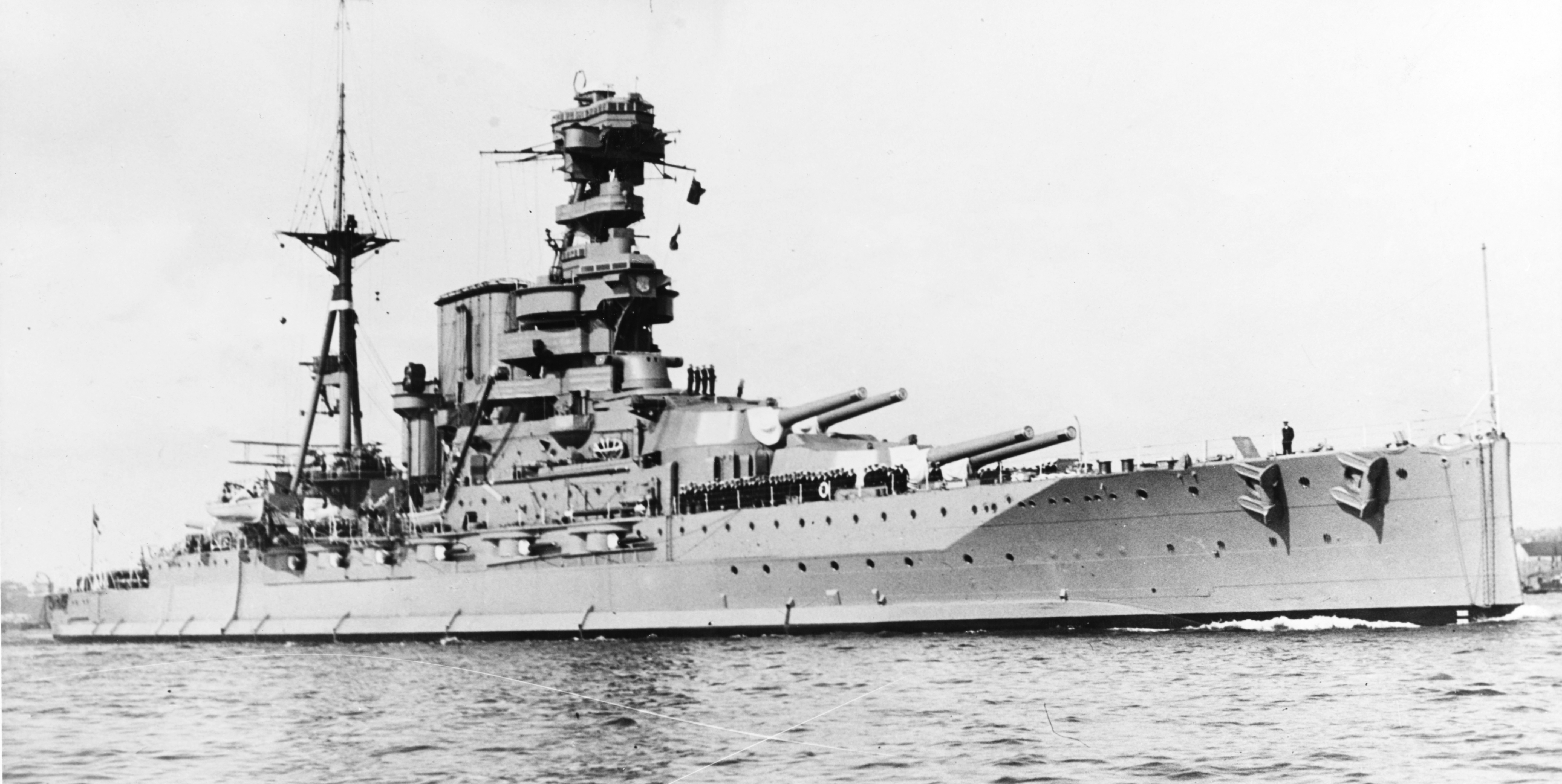
巴漢姆號戰艦

- 重巡洋艦：澳大利亞號、坎伯蘭號、德文協爾號
- 輕巡洋艦：飛龍號、德里號
- 驅逐艦：回音號、蝕號、跨越號、Faulknor（英语：HMS Faulknor (H62)）、Foresight（英语：HMS Foresight (H68)）、Forester（英语：HMS Forester (H74)）、Fortune（英语：HMS Fortune (H70)）、HMS Fury（英语：HMS Fury (H76)）、HMS Greyhound（英语：HMS Greyhound (H05)）、HMS Inglefield（英语：HMS Inglefield (D02)）
- 護航艦／巡邏艦隊：水橋號、Commandant Dominé、Commandant Duboc、Houduce、HMS Milford、Savorgnan de Brazza
- 商船：4艘法國籍、1艘英國籍
- 運輸船：SS Westernland（荷蘭籍遠洋郵輪）、SS Pennland（荷蘭籍遠洋郵輪）、MS Sobieski（波蘭籍遠洋郵輪）和另外三艘
- 第101皇家海軍旅

### 維琪法軍

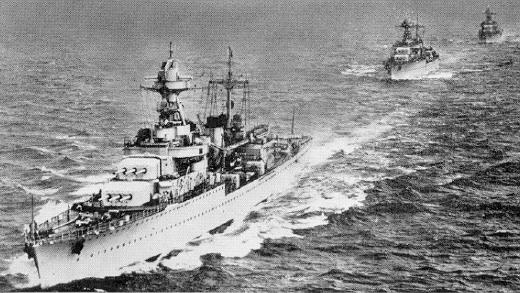
法國巡洋艦喬治·雷古斯號

- 主力艦：黎塞留號
- 輕巡洋艦：喬治·雷古斯號（英语：French cruiser Georges Leygues）、蒙卡爾姆號（法语：Montcalm (croiseur)）
- 驅逐艦：不屈號、空想號（法语：Le Fantasque (contre-torpilleur)）、惡毒號、勇敢號（英语：Le Hardi）
- 護航艦／巡邏船隊：Calais、Commandant Rivière、當特卡斯托號（D'Entrecasteaux）（英语：French aviso D'Entrecasteaux）、德伊貝維爾號（D'Iberville）（英语：French aviso D'Iberville）、羚羊號（Gazelle）（法语：Classe_Chamois#Navires de la classe）、驚喜號掃雷艇（英语：La Surprise）
- 武裝商船：El Djezair、El Kantara、El Mansour、Schoelcher、奧蘭號（Ville d'Oran）（法语：Ville_d%27Oran_(paquebot)）
- 商船：SS Porthos、SS Tacoma、SS Sally Maersk (丹麥貨輪)
- 潛水艇：阿賈克斯號 (Ajax Q148)（英语：French submarine Ajax (1930)） 、貝韋濟耶號 (Béveziers Q179)（英语：French submarine Bévéziers (1935)）、珀耳塞號 (Persée Q154)（英语：French submarine Persée）